# Madeleine Robitaille
Pour les articles homonymes, voir Robitaille.
Vous pouvez aider à l'améliorer ou bien discuter des problèmes sur sa page de discussion.
- Son contenu est rédigé entièrement ou presque à partir d'une seule source. N'hésitez pas à modifier cet article pour améliorer sa vérifiabilité en apportant de nouvelles références dans des notes de bas de page. (Marqué depuis mai 2025)
- Il est orphelin : moins de trois articles lui sont liés. Aidez à ajouter des liens en plaçant le code [[Madeleine Robitaille]] dans les articles relatifs au sujet. (Marqué depuis mai 2025)

- Archive Wikiwix
- Bing
- Cairn
- DuckDuckGo
- E. Universalis
- Gallica
- Google
- G. Books
- G. News
- G. Scholar
- Persée
- Qwant
- (zh) Baidu
- (ru) Yandex
- (wd) trouver des œuvres sur Wikidata

Madeleine Robitaille, née à Mont-Laurier dans les années 1960, est une romancière québécoise.

## Œuvres publiées
- Le quartier des oubliés (2006) ou Le bus en Europe (2010)
- Les orphelins du lac (2008)
- Dans l'ombre de Clarisse (2009)
- Chambre 426 (2011)[1]
- Cobayes Elliot (2016)
- Clarisse (2021)

Toutes ses œuvres ont été publiés chez la maison d'édition De Mortagne.